# La Trini
Trinidad Navarro Carrillo fue una cantaora paya más conocida con el nombre artístico de La Trini, nació en Málaga en el año de 1868 y murió en su misma localidad allá por el año de 1930. Figura destacadísima de su tiempo, es una de las cantaoras más famosas de la historia. No fue sólo una excepcional intérprete de malagueñas, sino también creadora de varias formas personales del estilo, que han llegado hasta hoy y se siguen cantando mucho. 
Perteneciente a una muy humilde familia, se dedicó desde joven al cante, triunfó pronto y se hizo célebre no sólo en Málaga, sino en toda Andalucía, trabajando en los principales cafés cantantes. Tuvo una vida repleta de sinsabores (perdió un ojo en plena juventud al pincharle, involuntariamente, su amante con una navaja cuando le ofrecía una aceituna, y la Trini, al querer tomarla con los labios se precipitó en cierto modo sobre la punta de la hoja). 
Durante años fue propietaria en La Caleta (Málaga) de un ventorrillo que llevó su nombre y en el que se celebraron memorables reuniones de cante.